# 谭振雄
谭振雄（1912年—？），男，广东香山人，中华人民共和国政治人物，曾任内蒙古自治区政协副主席，第二、三届全国人大代表，第五、六届全国政协委员。